# Verlorener Haufen

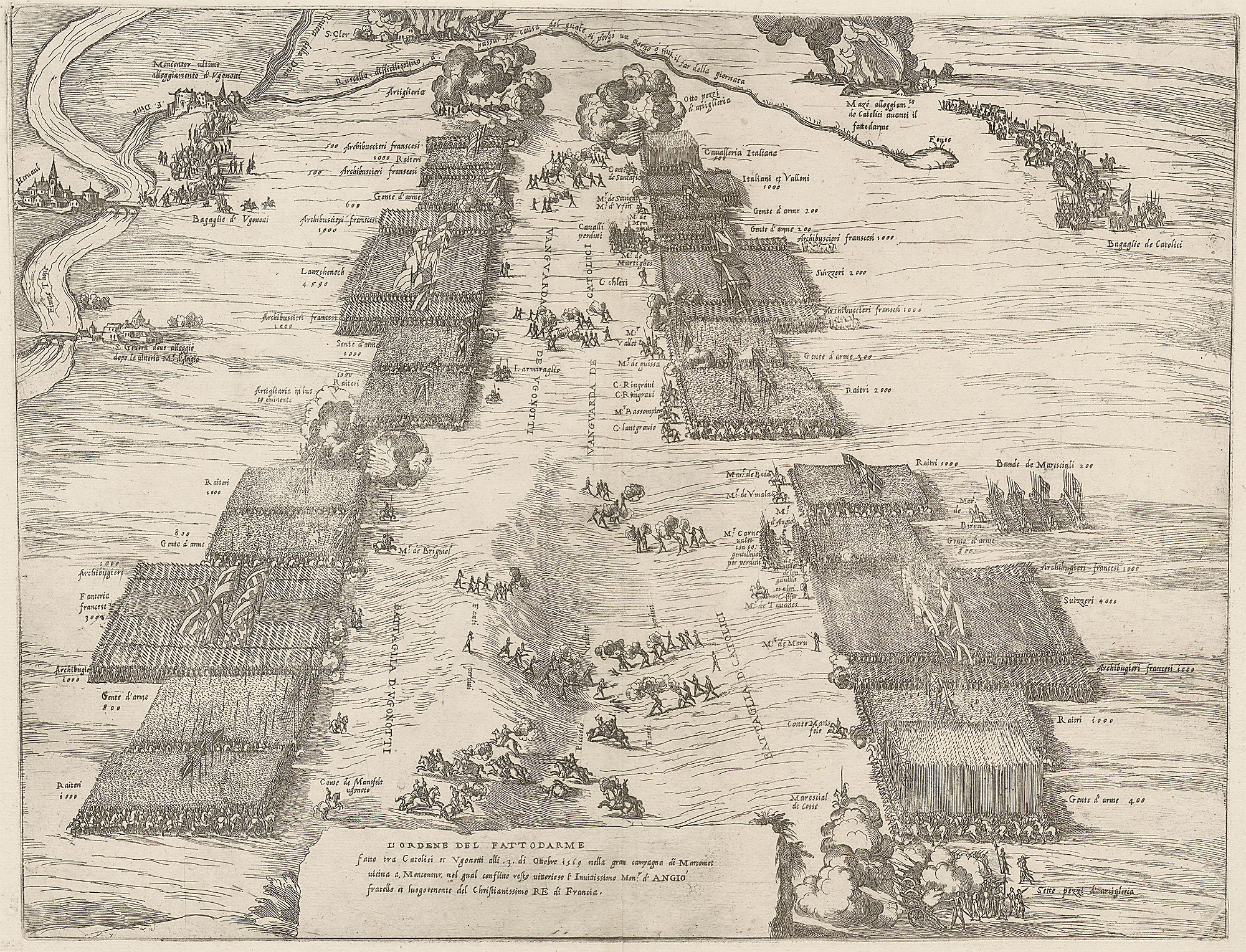
Schlacht bei Moncontour, Kupferstich um 1570 (Beachtenswert das Gefecht des Verlorenen Haufens zwischen den Heeren, sowie die zwei, sich feindlich gegenüberstehenden, Grafen von Mansfeld)

Der Verlorene Haufen (seltener Der verlorene Haufe), auch Forlorn Hope, von niederländisch verloren hoop (französisch enfants perdus, „verlorene Kinder“), bezeichnet eine besondere Truppe von Landsknechten, die nicht in die Schlachtordnung eingereiht waren, sondern als Vorhut vor dem Gevierthaufen ein zerstreutes Gefecht führten.
Die anfangs oft aus Pikenieren und Soldaten mit Bidenhändern, später meist aus Schützen bestehende Gruppe der Verlorenen hielt sich teils bis in das 18. Jahrhundert hinein. Sie kämpften nicht in geschlossener Ordnung, sondern in aufgelöster Form. Ihre Aufgabe lag im Überrumpeln, Binden und Hervorlocken des Gegners, Sichern von strategischen Punkten (z. B. Flussübergängen) oder auch dem Umgehen des Feindes. Teils diente diese Vorgehensweise auch dem Zweck, den eigenen Truppen Zeit zur Orientierung zu verschaffen. Hierbei ging der verlorene Haufen das große Risiko ein, zwischen den beiden Heeren eingekeilt zu werden, sodass es sich um eine recht gefährliche Aufgabe handelte. Trafen die beiden Hauptheere, die sogenannten hellen Haufen, aufeinander, sollten die Verlorenen wieder in die Reihen des Hauptheeres zurückweichen. Auf dem Marsch konnte der verlorene Haufen Sicherungsaufgaben wahrnehmen.
Die Bezeichnung als Verlorene bezieht sich nicht auf das Wort verloren im Sinne von aufgegeben, sondern im Sinne von nicht fest einer Formation zugeteilt. Sie trugen in manchen Gefechten die Blutfahne, einen roten Wimpel oder eine Fahne. Diese Blutfahne sollte als Sinnbild für die gefährliche Situation gelten. Teils wurden auch weiße Federn am Barett als Erkennungszeichen getragen.
Meist bestand der verlorene Haufen aus freiwillig gemeldeten Mannschaften. Zudem stellte jede Rotte der Musketiere und Hakenschützen je einen Mann.
Im Englischen Bürgerkrieg war das Forlorn Hope Regiment eine Freiwilligentruppe der New Model Army. Viele waren Puritaner und andere Protestanten, unter ihnen wohl auch viele Männer holländischer Herkunft, was die Namensherkunft unterstreicht. Solche Truppen wurden von den Engländern auch gegen die Inder im 19. Jahrhundert eingesetzt. Ebenso unterhielten manche Fürsten des Mittelalters solche Kompanien als Doppelsöldner.
Mit der zunehmenden Verbreitung von Handfeuerwaffen änderte sich auch die Taktik des Verlorenen Haufens zum „verlorenen“ Feuergefecht. In späteren Kriegen wurden auch Einheiten, die auf „verlorenem Posten“ kämpften, als Verlorener Haufen bezeichnet. Dies spiegelt sich auch in der Literatur und in Kriegsfilmen gelegentlich wider, besonders häufig wird der Verlorene Haufen während des Zweiten Weltkrieges als Thema zitiert, beispielsweise auch von der SS, die eine ihrer Sondereinheiten „Verlorener Haufen“ benannte. Arnold Schönberg komponierte zwei Balladen mit dem Namen „Verlorener Haufen“ (op. 12, 1907).